# Aphotocentor styx
Aphotocentor styx is een kreeftachtigensoort uit de familie van de Deoterthridae. De wetenschappelijke naam van de soort is voor het eerst geldig gepubliceerd in 1991 door Huys.